# Sun Yu

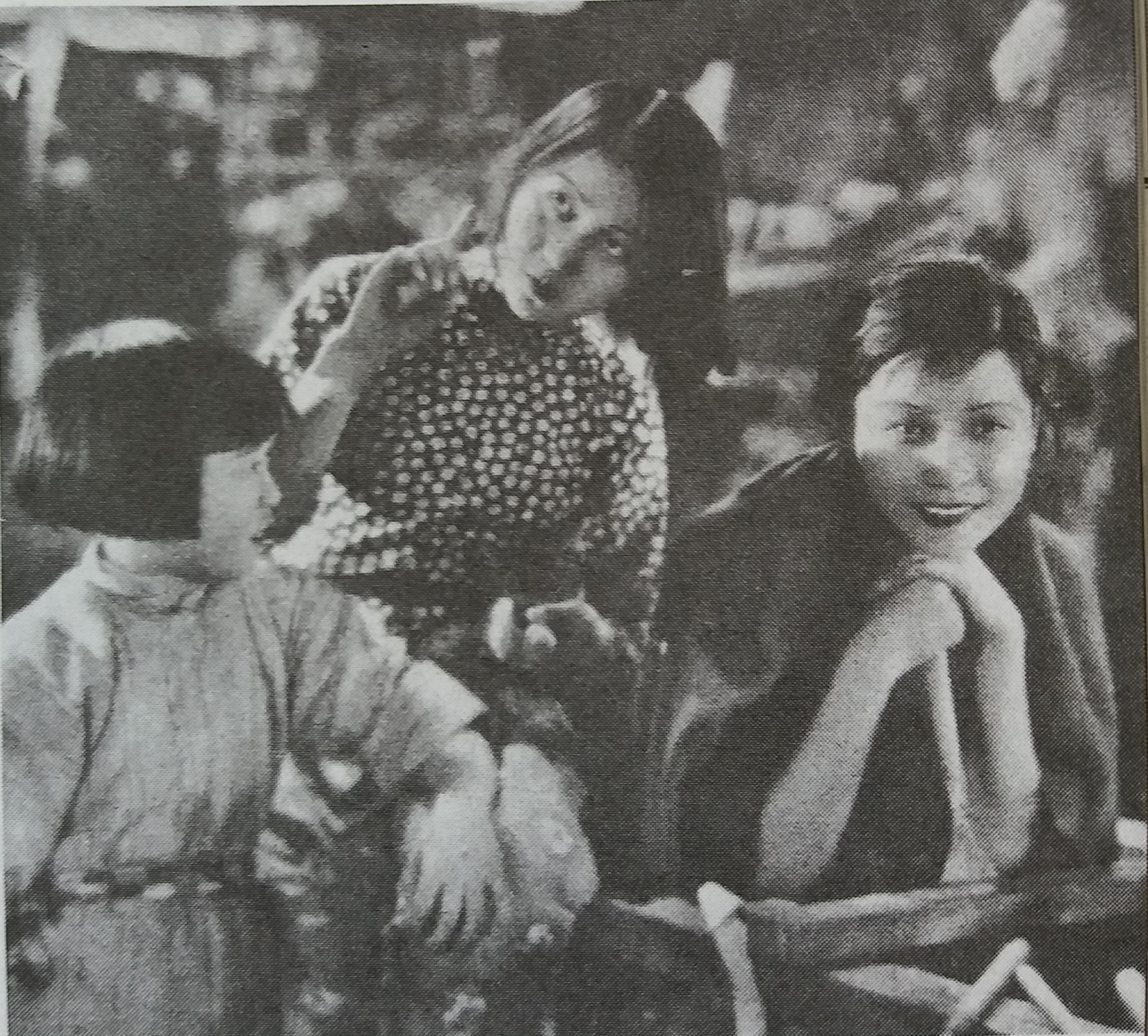
Imatge de la pel·lícula Little Toys

Sun Yu   (Chongqing, 21 de març de 1900 - Shanghai, 11 de juliol de 1990) es un actor, guionista i director xinès de cinema. (Chonging - 1900 - 1990).

## Biografia
Sun Yu va néixer el 21 de març de 1900, en el si d’una família de comerciants de la ciutat de Chongqing. El 1914, Sun Yu va entrar a l'escola mitjana Nankai, on va coincidir amb l'adolescent Zhou Enlai. Després de graduar-se de l'escola secundària, va ingressar a la Universitat de Tsinghua i va quedar fascinat per les pel·lícules i la poesia. A tercer de primària, va participar al concurs de crítics de cinema i va guanyar el gran premi. Entre els jutges hi havia Zhu Shilin i Fei Mu, que més tard es van convertir en directors famosos de pel·lícules xineses, i l’organitzador va ser Luo Mingyou, un dels propietaris de la productora Lianhua.
Després d’assistir a la Universitat Tsinghua de Pequín, va completar la seva formació als EUA. Va estudiar literatura i teatre a la Universitat de Wisconsin i després de graduar-se va anar a Nova York. Allà va estudiar cinematografia i muntatge de pel·lícules al New York Institute of Photography i va fer cursos de fotografia i filmografia a la Universitat de Colúmbia. El 1926 va tornar a la Xina on va obtenir feina a la indústria del cinema xinès centrada a Xangai. Va dirigir la seva primera pel·lícula el 1928 i, després va treballar per a les productores Changcheng (Great Wall Film Company) i Minxin.
El període en què Sun Yu va emergir com a director important va ser un dels més turbulents de la història de la Xina, una crisi reflectida a les seves obres. En una època en què les diferències fraccionàries entre el règim de Chiang Kai-shek i els seus antics aliats al Guomintang, els comunistes, van esclatar en un conflicte obert i quan la Xina va ser amenaçada per l'agressió imperial japonesa, Sun Yu es va convertir en un eloqüent portaveu del cinema progressista. Tot i això, a diferència dels seus contemporanis soviètics, Sun Yu i altres directors d’esquerres xinesos no treballaven per a l'establiment governamental, sinó per a un estudi privat.
Va ser a Lianhua on va produir les seves més importants, com 故都 春梦 (Spring Dream of an Old Capital) a partir d’un guió de Zhu Shilin (朱石麟) i Luo Mingyou (罗明佑), amb 黎民 伟 Ruan Lingyu (阮玲玉), Lin Chuchu (林楚楚), i Wang Ruilin (王瑞麟), un jove actor de teatre principiant amb un únic paper important del cinema, però que tindrà una funció important com a formador de futurs actors a l'escola de Lianhua. L'actriu Ruan Lingyu va deixar els estudis Mingxing el 1928 on sempre feia papers secundaris i Sun Yu la va convertir en una gran estrella.
Sun Yu va culminar el seu treball al cinema mut amb 天明 (The Big Road), filmat el 1934 i estrenat a principis de 1935. Les seves úniques concessions al cinema sonor són la inclusió d’efectes sonors sorprenents i els personatges que canten cançons que expressen l'esperit del seu temps. Després de 天明 (The Big Road),va dirigir cinc pel·lícules sonores del 1935 al 1941, dues d’elles pel·lícules bèl·liques realitzades a Chongqing. En plena guerra a gran escala entre la Xina i el Japó, es va veure obligat a traslladar-se de Xangai a Wuhan i, després, a Chongqing. Després del final de la Segona Guerra Mundial, va passar dos anys als Estats Units recuperant-se d’una greu malaltia. Va tornar a la seva carrera com a director quan va tornar a la Xina el 1947, però el seu treball posterior sovint es va veure obstaculitzat pels nous controls polítics més estrictes que van sorgir com a conseqüència de la Revolució comunista de 1949.
Sun Yu va ser considerat com un dels cineastes xinesos més brillants dels anys 30 i 40. És gràcies, en gran part, a ell que el cinema de la Xina es va situar per sobre dels entreteniments populars menyspreats pels intel·lectuals. La seva carrera va ser truncada el 1951 pels virulents atacs fets, per raons ideològiques, contra la seva pel·lícula 武 训 传 ("La vida de Wu Xun") basada en la vida de Wu Xun (1838-1896) un intel·lectual i educador reformista nascut a finals de la dinastia Qing i que durant la Revolució Cultural va set titllat de contrarevolucionari per Mao Zedong i el seu cos va ser exhumai cremat. Sun també vilipendiat durant la Revolució Cultural, no es recuperarà i acabarà la seva vida traduint poemes i escrivint la seva autobiografia.
La influència d’una sòlida educació literària tradicional xinesa, la producció cinematogràfica a l'estil americà i l'experiència de primera mà a la Nova York del Jazz Age es barregen en les seves obres i escrits.

## Filmografia
| Any  | Títol anglès                   | Títol xinès | Productora           |
| 1928 | A Romantic Swordsman           | 魚叉怪俠    | Minxin               |
| 1930 | Spring Dream of an Old Capital | 故都春夢    | Lianhua              |
| 1930 | Wild Flowers                   | 野草閒花    | Lianhua              |
| 1932 | Wild Rose                      | 野玫瑰      | Lianhua              |
| 1932 | Facing the National Crisis     | 共赴國難    | Lianhua              |
| 1932 | Loving Blood of the Volcano    | 火山情血    | Lianhua              |
| 1933 | Daybreack                      | 天明        | Lianhua              |
| 1933 | Little Toys                    | 小玩意      | Lianhua              |
| 1934 | Queen of Sports                | 体育皇后    | Lianhua              |
| 1934 | The Big Road                   | 大路        | Lianhua              |
| 1936 | Back to Nature                 | 到自然去    | Lianhua              |
| 1937 | Madman's Rhapsody              | 瘋人狂想曲  | Lianhua              |
| 1937 | Spring Arrives Everywhere      | 春到人间    | Lianhua              |
| 1950 | The Life of Wu Xun             | 武訓傳      | Kunlun Film Company  |
| 1955 | Song Shijing                   | 宋景詩      | Shanghai Film studio |
| 1957 | Brave the Wind and Waves       | 乘風破浪    | Shanghai             |
| 1958 | The Legend of Lu Ban           | 魯班的傳說  | Shanghai             |
| 1960 | Qin Niang Mei                  | 秦碾美      |                      |